# جورج براون جونیور
جورج ادوارد براون جونیور (انگلیسی: .George Edward Brown Jr؛ ‏ (۶ مارس ۱۹۲۰–۱۵ ژوئیه ۱۹۹۹)، سیاستمدار دموکرات آمریکایی از ایالت کالیفرنیا بود. از سال ۱۹۶۳ تا سال۱۹۷۱ نمایندهٔ قسمت‌های از حومهٔ شهر لس آنجلس و از سال ۱۹۷۳ الی مرگ اش در سال ۱۹۹۹ نمایندهٔ بخش‌های از منطقهٔ امپراتوری درونی مجلس نمایندگان ایالات متحده بود. براون پس از شکست در انتخابات مجلس سنای ایالات متحده در سال ۱۹۷۰، مدت کوتاهی سمت خود را ترک کرد.

## اوایل زندگی
براون که یکی از چهار فرزند جورج ادوارد براون و بیرد آلما کیلگور بود، در شهر هالت ویل ایالت کالیفرنیا به دنیا آمد. براون در سال ۱۹۳۵ از دبیرستان یونین هالت ویل فارغ شد و در سال ۱۹۳۸ وارد کالج سنترال جونیور (کالج امپریال ولی فعلی) شد. بعدها وارد دانشگاه کالیفرنیا در لس آنجلس (UCLA) شد و در آنجا رئیس انجمن خانهٔ دانشجویی دانشگاه کالیفرنیا در لس آنجلس (UCLA) شد و در سال ۱۹۳۸ و در تأسیس انجمن تعاونی مسکن دانشگاه (UHCA) که یک انجمن تعاونی مسکن دانشجویان بود، کمک کرد. انجمن UCHA تا جایی به این خاطر ایجاد شد تا به دانشجویان آمریکایی آفریقایی‌تبار زمینهٔ زندگی در خارج از محوطهٔ دانشگاه در قسمت غربی لس آنجلس که در آنزمان اجازه زندگی در این محله به آنها داده نمی‌شد، فراهم سازد. برای تأکید روی این موضوع، براون در نخستین ترتیب مسکن بین نژادی در UCLA یک هم اتاقی آمریکایی آفریقایی‌تبار با خود گرفت. این تجربه همچنین نخستین نمونهٔ همکاری طولانی مدت بروان با انجمن‌های تعاونی بود.
مدت کمی پس از حملهٔ ژاپنی‌ها به پرل هاربر، آمریکایی‌های ژاپنی‌تبار به اردوگاه‌های بازداشت فرستاده شدند، اقدامی که چنان سبب رنجش بروان شد که در سال ۱۹۴۲ دست به سازمان‌دهی اعتراضات در لس آنجلس زد. تحصیل دانشگاهی بروان با شروع خدمت سربازی قطع شد اما به عنوان عضو فرقهٔ کوئیکر، بروان به عنوان مخالف وجدانی (کسی که به‌علل اخلاقی یا عقاید مذهبی از دخول در ارتش خودداری نماید)، نام‌نویسی کرده بود و در سال ۱۹۴۲ در اردوگاه ۲۱ در منطقهٔ ویت واقع در اورگن وارد خدمات عمومی غیرنظامی شد. براون در جریان خدمت در اردوگاه ۲۱ متوجه شد که نمی‌تواند جامعه وسیع را در حالیکه خود در خدمات عمومی غیرنظامی در انزوا قرار دارد، تغییر دهد، و در سال ۱۹۴۴ با ورود به ارتش ایالات متحده، خدمت در جنگ دوم جهانی به عنوان مربی و ارتقا به درجهٔ ستوانی در حین ترخیص در سال ۱۹۴۶، از موضع مخالف وجدانی (کسی که به‌علل اخلاقی یا عقاید مذهبی از دخول در ارتش خودداری نماید)، خود صرف نظر کرد. براون پس از پایان جنگ به کالج برگشت، تحصیلات خود را در UCLA به اتمام رسانید و در سال ۱۹۴۶ با کسب مدرک کارشناسی در رشتهٔ فیزیک صنعتی فارغ شد.

## حرفه
بروان مدت ۱۲ در شهر لس آنجلس در وزارت آب و برق در بخش مهندسی و پرسنل کار کرد. در سال ۱۹۵۸ مشاور مدیریت شد.
براون با تقویت انجمن دموکرات مونتیری پارک به فعالیت سیاسی خود ادامه داد.
براون در سال ۱۹۵۴ عضو شورای مونتیری پارک انتخاب شد و الی سال ۱۹۵۸ در این شوری خدمت کرد. در سال ۱۹۵۶ شهردار مونتیری پارک کالیفرنیا شد و الی سال ۱۹۵۸ در این سمت باقی ماند.
براون به فعالیت خود در حمایت از حقوق مدنی در جریان دورهٔ شهرداری اش نیز ادامه داد، چنانچه طبق گواهی یک گزارش زمانیکه نخستین خانوادهٔ آمریکایی آفریقایی‌تبار به مونتیری پارک نقل مکان نمودند و با اعتراضات نژادپرستانه مواجه شدند، براون با ماشین به منزل آن خانواده رفت و بمنظور حفاظت از آنها شب را در آنجا سپری کرد.
از سال ۱۹۵۹ تا سال ۱۹۶۳ عضو مجلس ایالتی کالیفرنیا بود. خدمات وی در مجلس قانون گذاری ایالتی با یک تعداد طرح‌های قانونی نوآورانه مشخص شد. قانون جورج براون سال ۱۹۶۱ یکی از نخستین قانون جامع روابط کار کارکنان دولتی در کشور بود. سایر طرح‌های قانونی وی شامل برخی از نخستین لوایح ممنوعیت سرب در بنزین، ممنوعیت استفاده از مواد حشره کش DDT و حتی طرح قانونی بوالهوسانهٔ ممنوعیت موتور احتراقی داخلی بود.
براون در سال ۱۹۶۲ در انتخابات پیروز و عضو مجلس نمایندگان ایالات متحده شد و از سال ۱۹۶۳ تا سال ۱۹۷۰ در این مجلس خدمت کرد.

## خدمات اولیه در کنگره
خدمات بروان در کنگره همزمان با مراحل اولیهٔ جنگ ویتنام بود. بروان از مخالفان سرسخت گسترش جنگ بود و در سال ۱۹۶۵ به تظاهرات کوئیکر در زینه‌های کاخ کنگره آمریکا پیوست واین کار به پولس جرأت داد تا وی را همراه با سایر معترضان ضد جنگ دستگیر نماید. وی صدای یگانه و مستحکم ضد جنگ بود. لایحهٔ بودجهٔ سال مالی ۱۹۶۶ وزارت دفاع با ۳۹۲ رای موافق در برابر ۱ رای مخالف توسط مجلس نمایندگان به تصویب رسید و براون تنها کسی بود که رای مخالف داده بود. در ۲۶ فوریه سال ۱۹۶۶، لایحهٔ بودجهٔ کمک خارجی همراه با مفاد آن در حمایت از دولت ویتنام جنوبی با ۳۵۰ رای موافق در برابر ۲۷ رای مخالف توسط مجلس نمایندگان به تصویب رسید و براون یگانه نماینده‌ای بود که رای «نه» (۲۶ رای دیگر اعضای محافظه‌کار مخالف کمک خارجی بودند)، داده بود. در ماه مارس سال ۱۹۶۶ لایحهٔ بودجهٔ تخصیصات تکمیلی سال مالی ۱۹۶۶ برای تأمین مالی جنگ ویتنام با ۳۹۳ رای موافق در برابر ۴ رای مخالف توسط مجلس به تصویب رسید و نمایندگان هریک بورتون، کاینرز و رایان به جمع براون پیوست. بروان در ماه اوت سال ۱۹۶۷ باز هم یگانه صدای مخالف بر علیه لایحهٔ بودجه دفاعی سال مالی ۱۹۶۸ بود که این لایحهٔ بودجه با ۴۰۷ رای موافق در برابر ۱ رای مخالف به تصویب رسید.
براون درگیر سایر تغییرات عمدهٔ سیاست ملی بود که عمده‌ترین آن تصویب لایحهٔ حقوق مدنی بود. براون مدافع سرسخت و اولیهٔ این سند تقنینی بود و در امضای این لایحه حضور داشت. براون همچنین از سازماندهی کارمندان مزرعه سزار چاوز و تحریم انگور در اواسط دههٔ ۱۹۶۰ انگور، فعالانه حمایت کرد.